# Vârful Tărâța, Munții Făgăraș
Tărâța este un vârf muntos situat în Masivul Făgăraș, care are altitudinea de 2.414 metri.
La baza sa se află lacul glaciar Podragu, precum și Cabana Podragu. Este despărțit de Vârful Podragu prin șaua Podragu.